# Улот
Улот — іспанський муніципалітет і місто в провінції Жерона, Каталонія. Столиця регіону Ла-Гарроша, має населення 36 716 жителів. Він особливо відомий своїми природними пам'ятками; Недаремно вся його муніципальна територія знаходиться в межах природного парку вулканічної зони Ла-Гарроша. Найвідоміші та найвідвідуваніші вулкани (всі згаслі) — це Санта-Маргарита, Кроскат і вулкан Монсакопа, також відомий як Сант-Франсеск. Кроскат відомий тим, що місцевість «розрізана» і геологічні шари можна чудово оцінити, а біля її підніжжя розташований Ботанічний сад природної рослинності Улот. Буковий ліс Хорда також викликає великий інтерес, величезний вишуканий буковий ліс, де можна загубитися та прогулятися, як пішки, так і на велосипеді, верхи або в екіпажі.

## Географія
Муніципалітет Улот має площу 29,12 км², межує з муніципалітетами Ла-Валь-де-Біанья (північ), Сан-Хуан-лес-Фонтс (північ і схід), Санта-Пау (південний схід), Лас-Пресас і Валь-де-Бас (південь) і Ріудаура (схід). Місто розташоване у високій долині річки Флувія, яка його перетинає.
Муніципалітет складається з міста Олот (столиця регіону), старих міст і районів (Сант-Рок-д'Олот, Сант-Крістофоль-де-ле-Фонтс, Сант-Андреу-дель-Колл, Клозеллс), які утворюють міську агломерацію навколо міста; різні урбанізації (les Fonts, Mas Bernat, les Planoles тощо); і старий муніципалітет Батет-де-ла-Серра, який був незалежним до 1971 року.

## Історія
Перші історичні відомості про місце Улот (Olotis) з його старовинною церквою Санта-Марія, розташоване на території Бас, містяться в наказі про підтвердження власності, який король Карлос Лисий зробив у 872 році в прихильність абата Кластера Сант-Аніол д'Агуха. Століттям пізніше, у 977 році, граф-єпископ Міро передав монастирю Кампродон і монастирю Бесалу кілька алодій, розташованих у парафії Сан-Естебан-де-Олото. Ці перші дві новини розкривають існування організованого ядра з двома церквами: Санта-Марія та Сан-Естебан.
Після евакуації французів 12 березня 1814 року в місті було проголошено Конституцію 1812 року, яка наступного дня була урочисто приведена до присяги. На негайних виборах для формування міської ради доктор Естев Рока був призначений мером. Через кілька днів після відновлення абсолютизму міська рада знову відповідала олдерменам 1808 року. Так почався період політичної нестабільності та боротьби між лібералами та абсолютистами, який тривав кілька років і глибоко відобразився на Улоті.